# 查普曼湖
77°1′S 162°23′E / 77.017°S 162.383°E
查普曼湖（Lake Chapman），是南極洲的湖泊，位於維多利亞地的斯科特海岸，處於格蘭納特港，是懷卡托大學的研究場地，現時由南極條約體系管理。